# 전방후원분

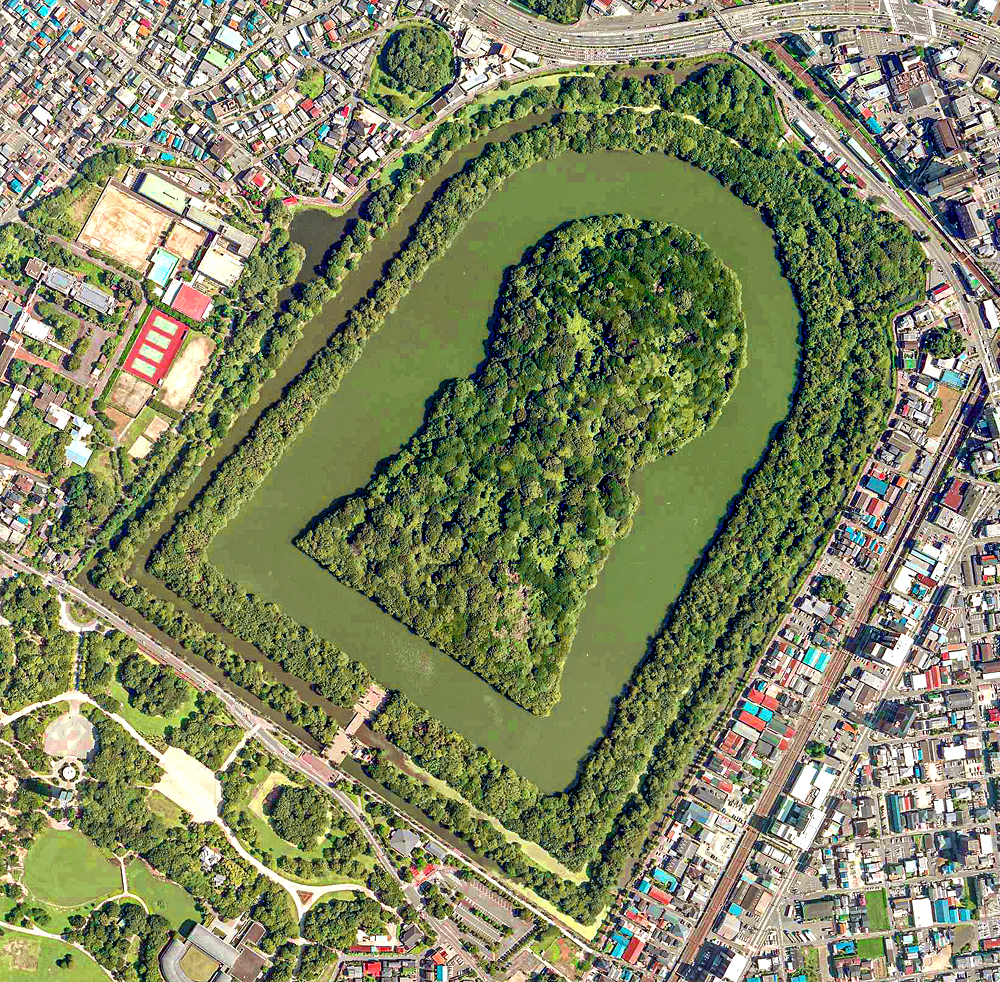
다이센 고분 (닌토쿠 천황릉)

전방후원분(일본어: 前方後円墳 젠보코엔훈[*])은 고분의 형식 중 하나이다. 원형의 주구에 방형 돌출부가 접속하는 형식으로 쌍구의 열쇠구멍 모양을 이룬다. 본래 일본에서 서기 2~7세기 고분시대에 지배층 사이에서 유행했던 무덤 양식이다.한국에서의 전방후원분의 발견은 적어도 이른 시기부터 왜와 백제는 서로 교류를 해 왔음을 알 수 있다.

## 기원
2세기 말 야마토 지방의 마키무쿠(纒向) 유적(현 나라현 사쿠라이시)에 거대 도시가 출현하여 마키무쿠형 전방후원분(纒向型前方後円墳)이 축조되기 시작했다. 3세기 후반에는 가장 오래된 전방후원분으로 여겨지는 하시하카(箸墓) 고분이 축조되었다. 이로써 고훈 시대가 시작되었다. 그 후 일본 각지에 같은 형태의 봉분이 축조되기 시작했다.
야마토 정권의 세력하에 있는 일본 열도의 여러 지역 및 이와 교류한 한반도 남부에서만 볼 수 있는 전방후원분의 기원에 대해서는 지금까지 다양한 가설이 제기되고 있다.
가장 잘 알려진 것은 야요이 시대의 분구묘(야요이분구묘)에서 독자적으로 발전한 것이라는 학설이다. 이 설에서는 기존보다 존재했던 원형분구묘를 둘러싸 호를 파내고 남은 통로부분에서 제사 등을 지냈으며, 이후 이 부분이 무덤(죽음의 세계)과 인간계를 연결하는 육교로서 대형화되어 원분과 일체화된 것으로 보는 설이다.
반면 각 지방정권의 분묘 규합에 따른 것이라는 설도 있다. 예를 들어 형태는 하리마국의 전방후원형분묘에서, 지붕돌은 고대 이즈모국 정권의 사우돌출형분구묘(四隅突出型墳丘墓)에서 비롯되는 것처럼 야요이시대에 만들어진 각 지방정권분묘의 여러 요소를 규합하여 야마토정권이 전방후원분을 축조하게 되었다는 설이다.
나라현 가시하라시의 세타(瀬田) 유적에서는 야요이시대 말기(2세기경)의 방형 육교부를 가진 원형주구묘가 발견되고 있어 전방후원분의 원형일 가능성이 제기되고 있다.

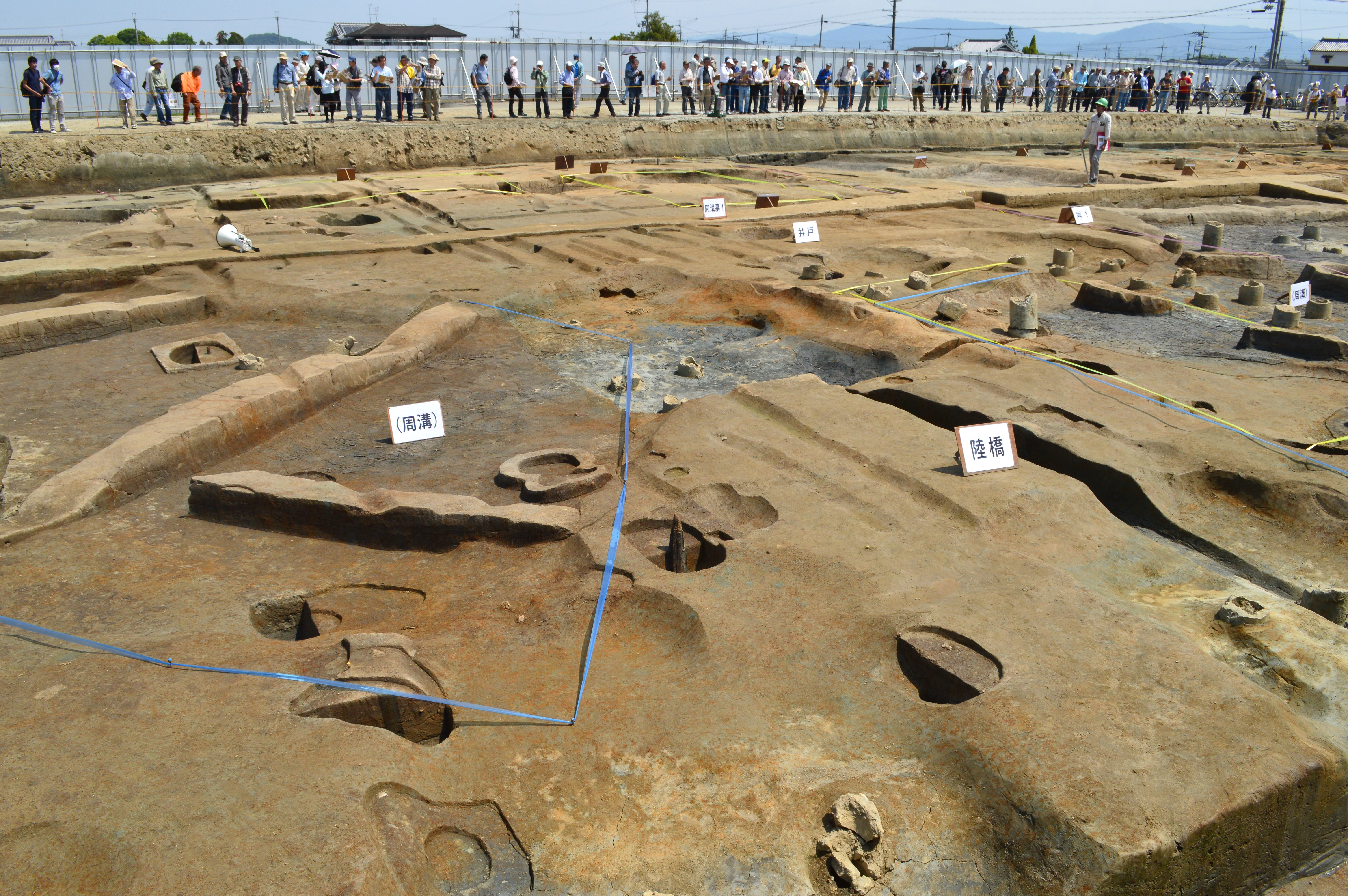
세타 유적의 고분
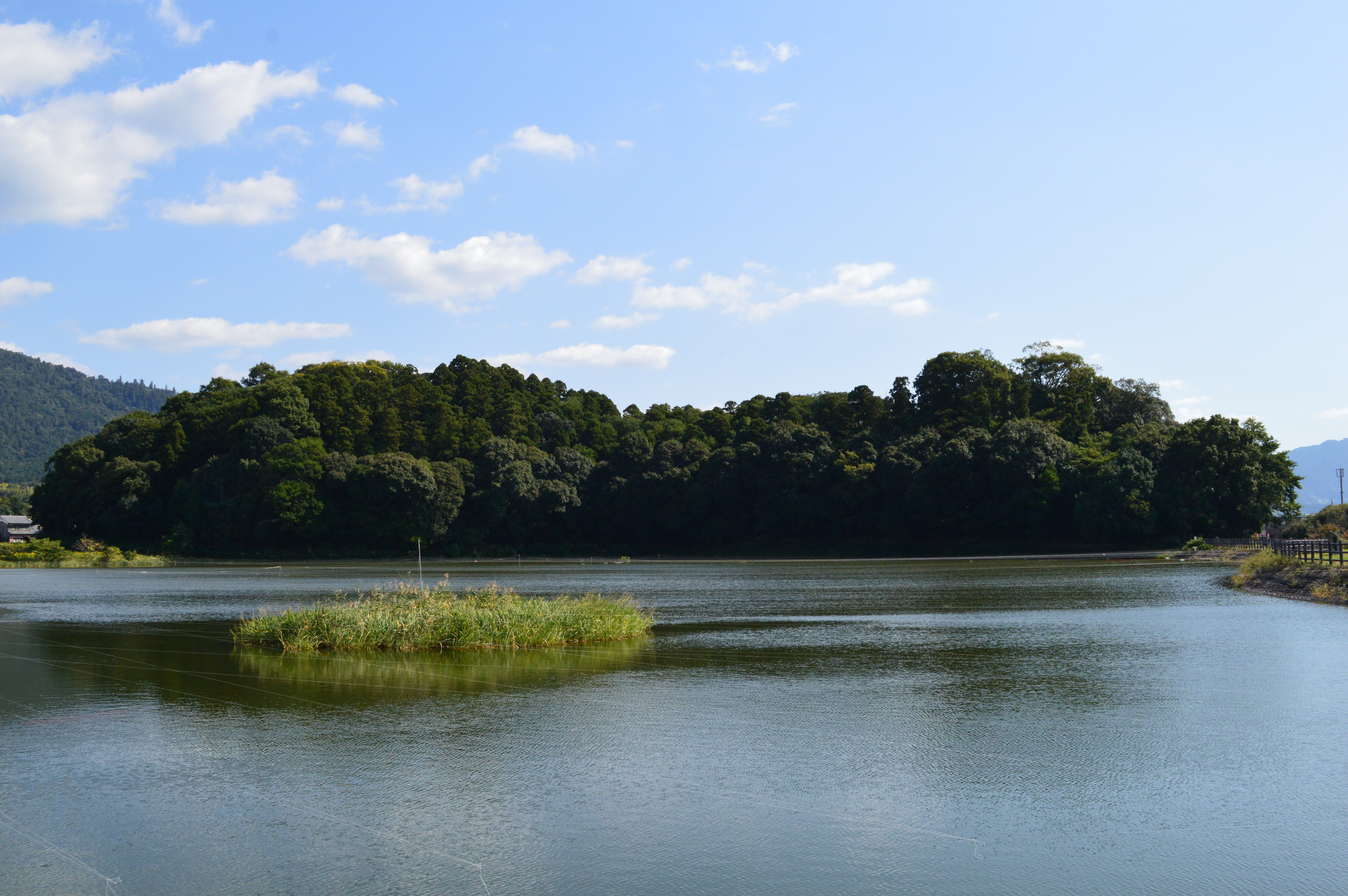
하시하카 고분

## 형태
전방후원분의 형태는 옛날에는 조롱박형 등으로 표현하기도 하였다. '전방후원'이라는 단어는 에도시대 국학자 가모 쿤페이가 19세기 초 저술한 《산릉지》에서 처음 사용됐다. 가모는 각지에 남아 있는 '차총'이라는 이름에서 전방후원분은 궁차를 모방한 것으로 보고, 방형 부분이 수레 앞이라고 하였다. 그러나 현재는 고훈시대에 그런 형태의 수레는 존재하지 않았던 것으로 여겨진다. 메이지 시대 말기에 이르러 윌리엄 고우랜드는 원분과 방분이 결합했다고 보았으며, 기요노 겐지는 주분과 배총이 결합하여 전방후원분이 되었을 것으로 추측하였다. 이후 항아리 모양 토기의 모양이나 방패 모양을 모방했다는 학설도 생겨났다.
현대 학계에서는, 원형 후원부를 매장을 위한 봉분 즉 주구라 부르고, 직사각형·방형 등의 돌출부를 통틀어 전방부라고 부른다. 전방부는 야요이분구묘의 돌출부가 변화한 것으로 원래 죽은 자를 모시는 제단으로서 발생했다는 설이나, 후원부에 이르는 묘도였다는 설이 있다. 이로써 독특한 형태를 갖추게 되었다는 것이다. 다만 시대가 지나며 전방부에도 매장이 이루어지는 경우가 나타났다. 그러나 관습과 편의에 따라 전방후원분, 전방부, 후원부 등의 용어는 그대로 사용되고 있다. 오래된 형태의 전방후원분의 경우 전방부는 낮은 사다리꼴 모양을 하고 있으며, 후원부는 시대에 무관하게 한결같이 크고 높게 만들어졌다. 전방부를 사다리꼴로 한 까닭은 행렬이 경사가 완만한 길을 지날 수 있도록 전방부 좌우 능선 중 하나를 늘렸기 때문이라는 설도 있다.

## 분포

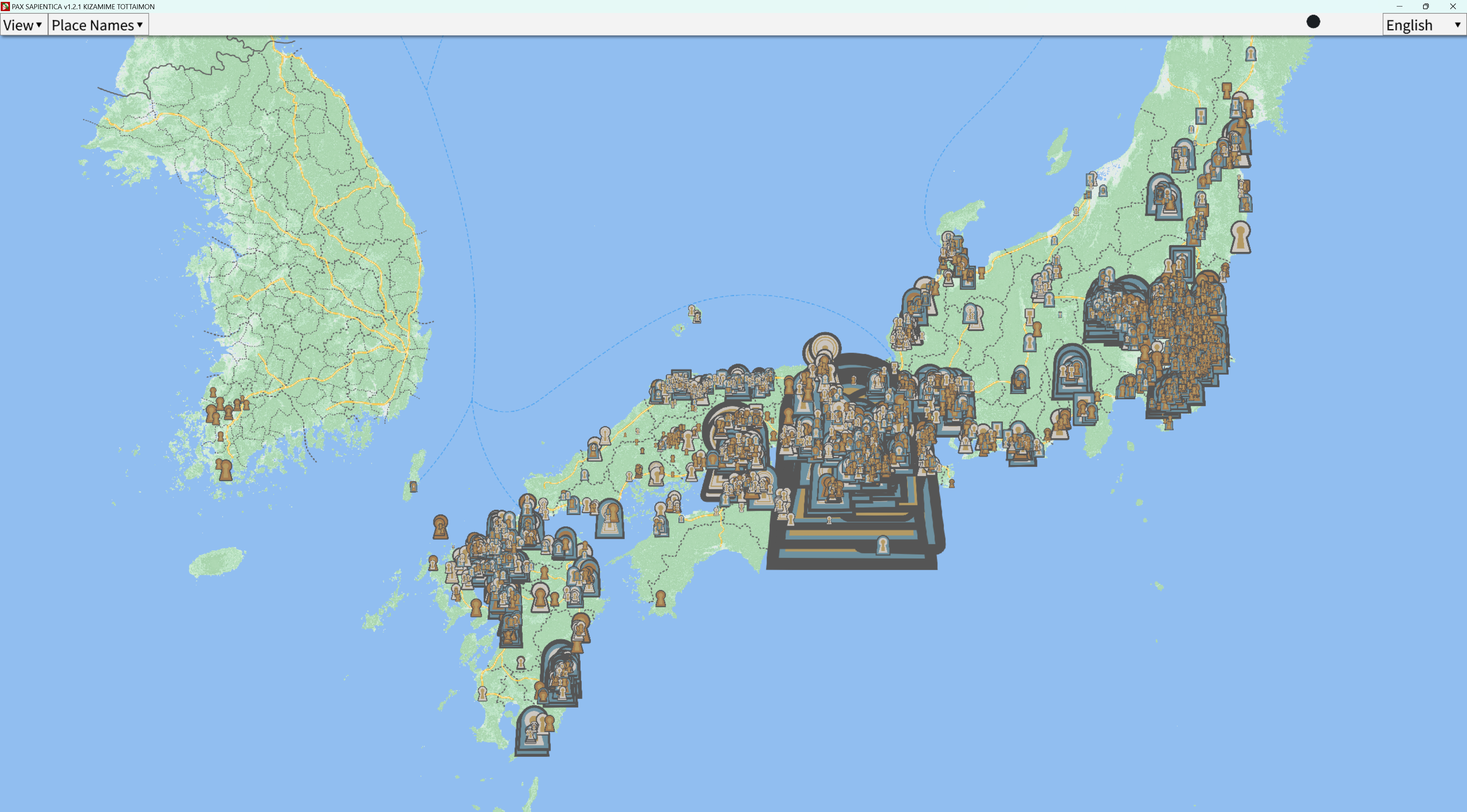
전방후원분의 분포

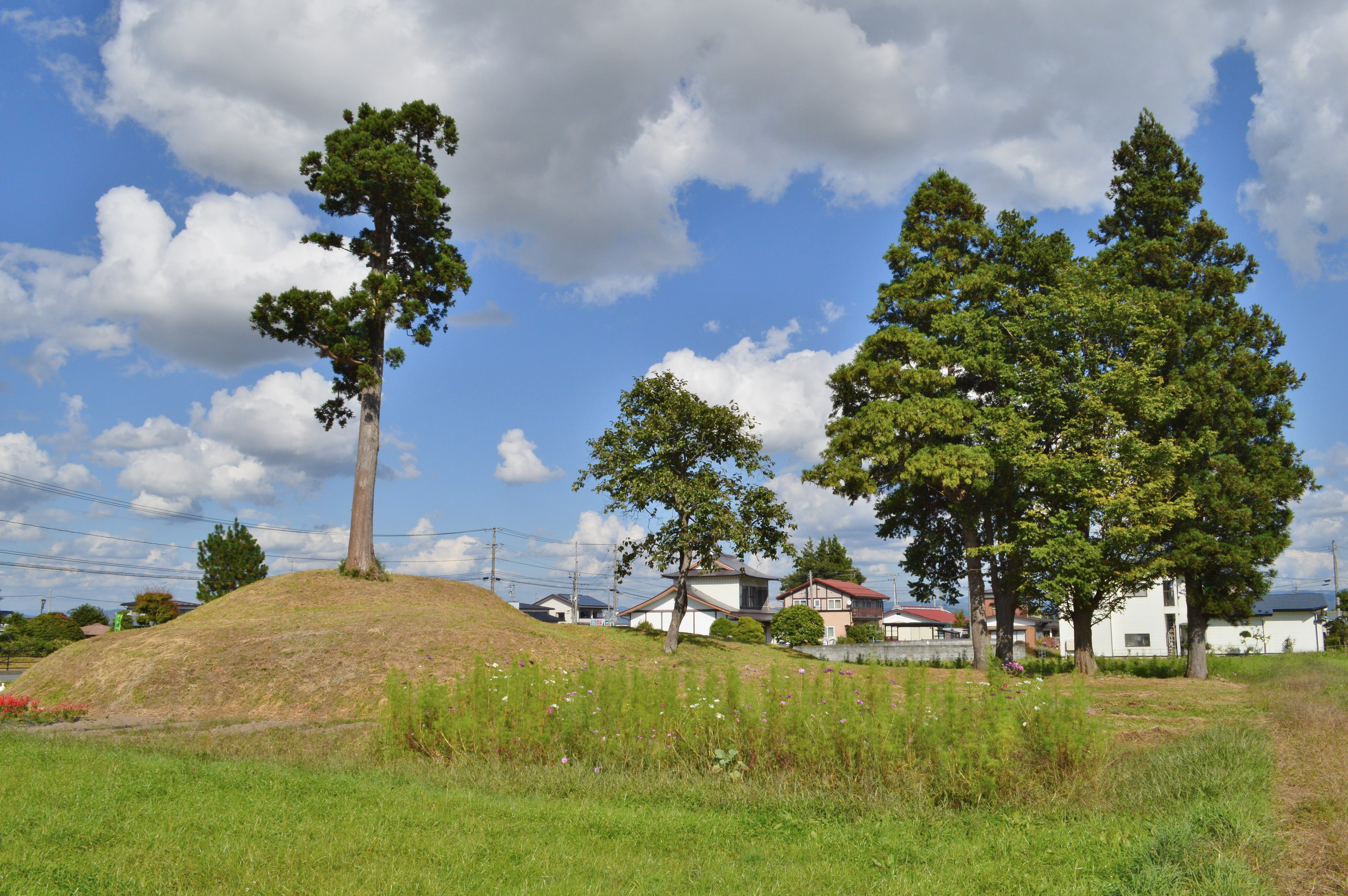
츠노즈카 고분

일본 열도에 널리 분포하며 그 수는 약 4,800기, 혹은 약 5,200기라고도 한다. 열도 내 분포의 최북단은 이와테현 오슈시의 츠노즈카 고분, 최남단은 가고시마현 기모쓰키군 기모쓰키정의 츠카자키 고분군 제51호분(일명 하나무레 고분)으로 알려져있다. 즉, 전방후원분의 존재가 명확히 확인되지 않은 곳은 북쪽으로는 홋카이도, 아오모리현, 아키타현, 남쪽으로는 오키나와현의 합계 4개 도현에 불과하다. 축조시기와 개수에는 여러 의견이 있지만 다른 43개 도도부현에서는 각각 수백기에서 1, 2기의 전방후원분이 알려져 있으며, 그 중 최다는 약 720기를 보유한 지바현이다. 쓰시마섬, 이키섬, 오키 제도 등에도 존재하나, 지금까지 아와지섬에서는 존재가 확인되지 않았다. 각 지역에서 마지막으로 축조된 전방후원분은 5세기를 끝으로 조영이 끊긴 도쿠시마현 등을 제외하고는 모두 일치한다. 일본열도 이외에는 한반도 서남부에서 영산강 유역을 중심으로 전방후원형 고분 10여기가 발견되어 이를 두고 일본 학계와 한국 학계의 해석이 갈린다.
긴키 지방을 중심으로 일본 전국에 널리 분포하는 대형 전방후원분 주위에는 소형의 전방후원분 혹은 원분·방분이 가까이 붙도록 축조되어 있으며, 개중에는 여러 대형고분으로 구성된 고분군이 형성되어 있는 곳도 많다. 고훈 시대에 쌓은 거대한 봉분 중에는 대부분 이 전방후원분이 있으며, 그 중 가장 큰 것은 닌토쿠 천황의 것으로 알려진 다이센릉 고분이다.

## 소멸

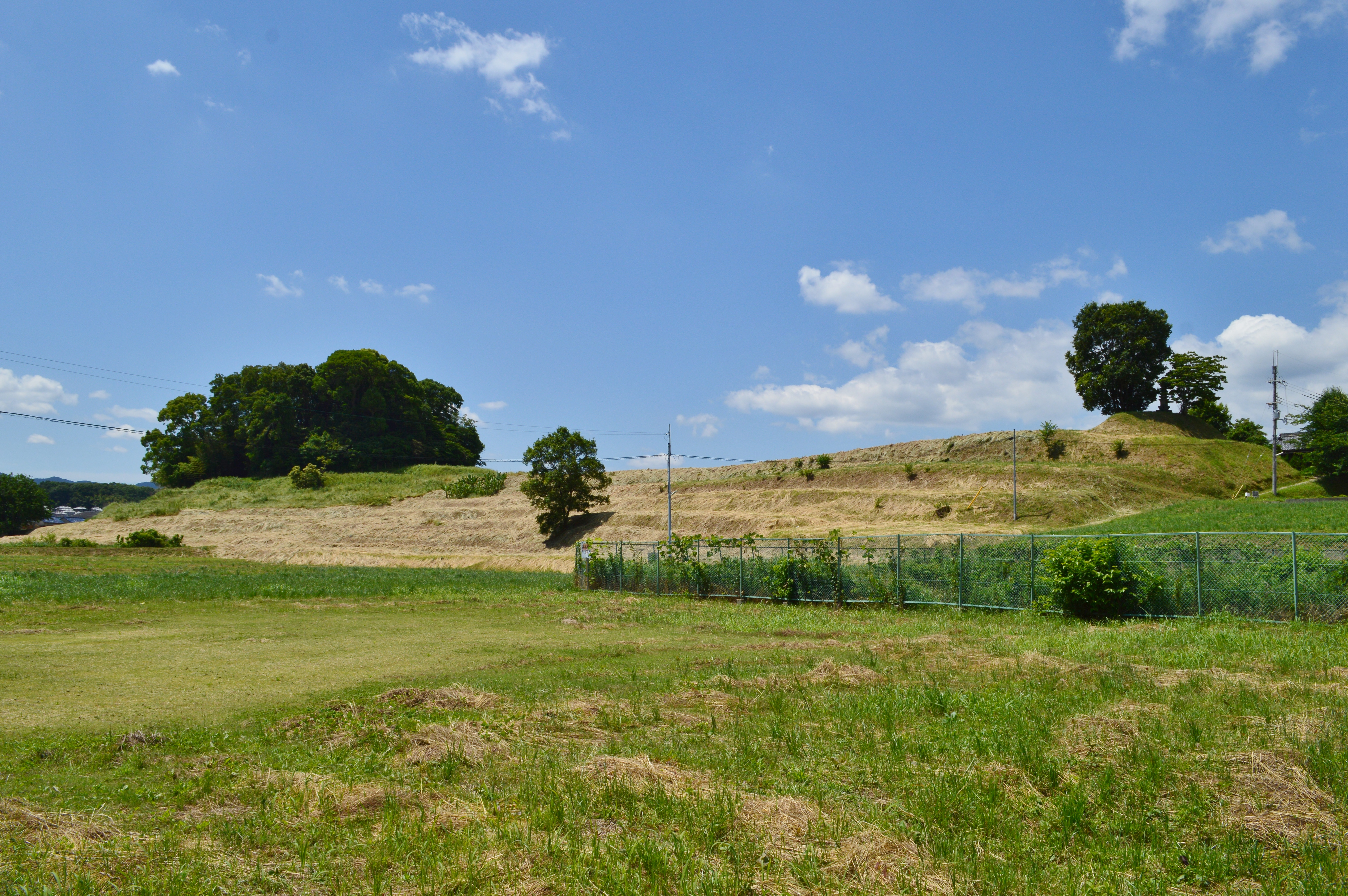
마루야마 고분

6세기가 되면 전방후원분을 만드는 방식에 변화가 생긴다. 간토 지방 이서에서는 대부분의 전방후원분의 규모가 축소되어 봉분길이 100m 이상의 규모가 비교적 큰 것은 규슈의 이와토야마 고분, 오와리의 단푸산 고분 등 일부를 제외하면 나라 분지 내의 후루이치 고분군 등 기나이에 집중되기 시작한다.
또한 이와토야마 고분과 단푸산 고분, 그리고 기나이에서도 치천하대왕의 묘일 가능성이 높은 고분과 기타 고분 간의 규모 격차가 커진다. 이는 당시 사회체제의 변화를 나타내는 것으로 보이며, 특히 가와치 오쓰카야마 고분, 마루야마 고분, 이마시루즈카 고분 등 대왕묘로 보이는 고분의 규모는 타 지역을 압도하고 있어 그동안의 유력 수장들의 공동통치에서 대왕으로의 권력집중이 시작된 것으로 해석된다. 마루야마고분 등 6세기 대왕묘로 추정되는 분묘는 3세기부터 대왕묘가 계속 조성되어 온 모즈고분군, 우마미고분군, 사키타테미고분군, 오오야마/야나기모토고분군 등 고분군과 떨어진 곳에 조성되어 있어 이 점에서도 6세기 대왕의 권력구조에 변화가 생겼음을 보여주는 근거로 여겨진다.
또한 전방후원분의 형식에도 변화가 생겨 배총(陪塚)을 볼 수 없게 되고, 지붕돌의 사용도 적어지며, 봉분의 단축도 3단이 기본이었던 것이 2단으로 줄어든다. 그리고 간토 지방 바깥에서는 하니와도 더 이상 사용되지 않게 되었다. 즉 6세기 전방후원분은 크기뿐만 아니라 시각적인 외관도 축소되어 당시 사회에서 전방후원분 자체의 위상에도 변화가 있었다고 여겨진다.
한편 간토 지방에서는 다른 지방과 달리 6세기 사기타마고분군 등 봉분 길이 100m급을 포함한 전방후원분이 성행한다. 사이타마 고분군에서는 직사각형의 이중주호 축조, 시모쓰케국의 전방후원분에서는 기단이라고 불리는 넓은 평탄면을 가진 전방후원분 등 지역색을 보이는 전방후원분이 여전히 조성되어 6세기 단계에서는 아직 전국 일률적인 조묘 규제를 실시하는 단계에 이르지 못했음을 알 수 있다.
전방후원분의 출현기부터 대왕릉으로 보이는 대형 고분을 비롯한 많은 전방후원분들이 집중적으로 조성되어 온 기나이 고분군에서는 6세기 중반 고시(古市)고분군에서 전방후원분을 마지막으로 더이상의 전방후원분은 만들어지지 않게 되었다. 이후 6세기 후반에 이르러서는 전국 각지에서도 전방후원분이 만들어지지 않게 되었다. 대왕릉으로도 6세기 후반에 조영된 것으로 보이는 마루야마 고분 또는 우메야마 고분 또는 태자 서산 고분을 끝으로 전방후원분에서 방분(方墳)으로 바뀌었다. 간토 지방이나 주부 지방 등 일부 지역에서 7세기 초부터 전반까지 전방후원분 축조가 계속된 경우도 있으나 대체로 6세기 말까지 전방후원분 축조는 종료되고 이후 수장묘는 주로 원분 내지 방분으로 이행되며 대왕묘 등 일부 수장묘는 팔각분 등 다각형분으로 이행된다.

## 한반도의 전방후원분
한반도에도 전방후원분이 여러기 발견되었다. 다만 전방후원분이 야마토 정권의 핵심 특징이라는 점에서 일본열도의 전방후원분과 구분하기 위해 장구의 형태에서 따온 장고분(長鼓墳)이라는 표현을 사용하기도 한다. 3세기 중반부터 7세기 전반에 걸쳐 일본에서 축조된 전방후원분의 수법을 바탕으로 한 것으로 보여 당시 일본열도와 한반도의 정치적 경제적 문화적 관계를 보여주는 사례로 주목된다.
이들은 한국에서는 삼국 시대 말기, 일본에서는 고훈 시대 중기-후기에 해당하는 5세기 후반부터 6세기 중반까지 축조된 것으로 조사되었다. 이들 중 5세기 후반에서 6세기 초반까지 축조된 전방후원분은 북규슈형으로 분류되는 한편, 6세기의 중반에 접어들며 히고형(肥後型)으로 분류된다. 따라서 피장자들이 처음에는 북규슈지방, 후반에는 아리아케해 지방의 세력자로 추정된다.
이러한 묘제의 변화를 이와이의 난과 연관지어 설명하기도 한다. 북규슈형 장고분의 경우 이와이의 난을 일으킨 쓰쿠시국의 세력이 북규슈에 영향력을 확장할 때 밀려난 세력이 영산강 일대 마한 소국으로 피난을 와 지은 것으로 해석한다. 이후 히고형 고분은 이와이의 난에서 야마토 정권에 패퇴한 이와이세력의 것으로 해석한다.
장고분은 모두 전방후원형을 띄나, 치수 및 외표시설·매장시설 면에서는 서로 달라 획일적이지 않다. 이들 봉분과 시설은 일본의 것에 가깝고, 또 부장품에는 왜계·백제계·대가야계의 문물이 혼재한다는 점에서 특정 지역뿐만 아니라 여러 지역과의 교섭을 반영한 다의적인 양상을 인정받고 있다.
전방후원형분이 분포하는 영산강 유역은 문헌사학적으로는 사료가 부족하여 당시 정세가 불분명한 지역이 되지만 고고학적으로는 당시 백제·가야 등 다양한 마한계 문화가 존재했던 지역으로 여겨진다. 그리고 이 재지세력이 백제의 지배하에 들어가는 시기(6세기 중엽) 이전 단계에서 마한계 고분과 장고분의 두 묘제가 전개되었다. 그러나 영산강 유역은 에 일본으로부터의 대량 이주의 흔적도 없고, 각 전방후원형분 자체도 1세대만으로 축조를 종결하기 때문에 이러한 일본계 봉형이 축조된 배경은 명확하지 않다.
피장자로는 크게 망명 왜인설, 야마토 파견 왜인설, 백제 파견 왜인설의 세 가설이 다투고 있다.

### 발굴
한반도의 전방후원분들이 본격적으로 알려지기 시작한 것은 1980년대이다. 1984년에 해남군 방산리의 고분이 일본에 분포하는 전방후원분과 그 형태적 유사성이 처음으로 주목되었다. 1986년에는 해남 용두리 고분이 알려졌고, 곧이어 함평 예덕리 신덕고분, 영암 태간리 자라봉고분, 영광 월산리 월계고분 등이 전방후원분으로 분류되었다. 국립광주박물관이 이들을 조사하기 시작했는데, 1991년에 죽암리 장고산고분과 예덕리 신덕고분을 조사하다가 신덕 1호분이 도굴되었음을 알게 되었다. 이에 신덕고분에 대한 긴급발굴조사가 6월부터 이루어졌는데, 한반도의 전방후원분들 중 처음으로 발굴된 사례이다.
이후 연구가 축적됨에 따라 장고분으로 분류되는 무덤은 모두 다음과 같다.
- 강진 영파리 고분 : 전라남도 강진군 영파리 장동마을

- 고창 칠암리 장고분: 전북특별자치도 고창군 공음면 (칠암리 산22)

- 광주 두정동 가정 고분 : 광주광역시 광산구 두정동 411

- 광주 명화동 장고분: 광주광역시 광산구 명화동 170-5

- 광주 요기동 조산 고분: 광주광역시 광산구 요기동 238

- 광주 월계동 장고분: 광주광역시 광산구 월계동 765 (월계로 155)

- 나주 상방리 석해고분 : 전라남도 나주시 공산면 상방리 490

- 나주 가흥리 고분 : 전라남도 나주시 다시면 가흥리 430
- 나주 월태리 고분 : 전라남도 나주시 다시면 월태리 산26

- 담양 고성리 월성산 1호분: 전라남도 담양군 대전면 성산리 306

- 담양 월추리 월추 고분 : 전라남도 담양군 월추리

- 영암 태간리 자라봉 고분: 전라남도 영암군 시종면 태간리 747

- 함평 예덕리 신덕1호분: 전라남도 함평군 월야면 예덕리

- 함평 죽암리 장고분: 전라남도 함평군 손불면 죽암리 333-4

- 해남 방산리 장고산 고분: 전라남도 해남군 북일면 방산리 721

- 해남 용두리 장고분: 전라남도 해남군 삼산면 창리 578

## 참고 문헌

### 사전
- 岡田裕之 (2006). 〈前方後円墳〉. 《日本古代史大辞典》. 大和書房. ISBN 978-4479840657. 다음 글자 무시됨: ‘和書’ (도움말)
- 柳沢一男 (2007). 〈前方後円墳〉. 《東アジア考古学辞典》. 東京堂出版. ISBN 978-4490107128. 다음 글자 무시됨: ‘和書’ (도움말)

### 일반서적
- 下原幸裕 (2006). 《西日本の終末期古墳》. 中国書店. ISBN 978-4924779907. 다음 글자 무시됨: ‘和書’ (도움말)
- 広瀬和雄; 岸本道昭; 宇垣匡雅; 大久保徹也; 中井正幸; 藤沢敦 (2004). 《古墳時代の政治構造》. 青木書店. ISBN 4-250-20410-3. 다음 글자 무시됨: ‘和書’ (도움말)
- 広瀬和雄 (2003년 7월). 《前方後円墳国家》. 角川選書. 가도카와 쇼텐. ISBN 4-04-703355-3. 다음 글자 무시됨: ‘和書’ (도움말);
- 広瀬和雄 (2010). 《前方後円墳の世界》. 岩波新書. 岩波書店. ISBN 978-4-00-431264-2. 다음 글자 무시됨: ‘和書’ (도움말)
- 広瀬和雄監修, 편집. (2015년 1월). 《知識ゼロからの古墳入門》. 幻冬舎. ISBN 978-4344902923. 다음 글자 무시됨: ‘和書’ (도움말);

### 논문 및 보고서
- 広瀬, 和雄 (2009), “古墳時代像再構築のための考察--前方後円墳時代は律令国家の前史か”, 《国立歴史民俗博物館研究報告》 (国立歴史民俗博物館), 33-147[含 英語文要旨]쪽, ISSN 0286-7400 다음 글자 무시됨: ‘和書’ (도움말)